# Rolo Pereyra
Rolo Pereyra fue un director de cine y televisión nacido en Argentina que falleció en Buenos Aires el 5 de noviembre de 2004. Produjo y dirigió películas documentales en Argentina, Estados Unidos e Italia, incluyendo el largometraje Oro nazi en Argentina.

## Actividad profesional
Se formó en Argentina y Estados Unidos, y fue el primer argentino candidato finalista a un Premio Emmy para la cadena NBC. Fue el director de la miniserie One Life to Live de American Broadcasting Company, de varios episodios de la serie policial episodios de Brigada Fuego.
Realizó documentales que versaban sobre la crisis en América Latina, el tráfico de drogas en Bolivia, el Misil Cóndor y Chile en llamas. Fue director de informes para NBC News, Today Show, Good Morning America y Nightly News. Trabajó para la RAI dirigiendo Georama y la producción Bienvenido Pavarotti. Fue director de Telepicture Corporation.
La dictadura militar prohibió la exhibición de su filme Testimonios. En el cine de Argentina fue productor de los largometrajes Años rebeldes, de Rosalía Polizi, y Bajo bandera, de Juan José Jusid. Su primer largometraje fue Oro nazi en Argentina, que se estrenó al año siguiente de su fallecimiento. Se trata de un documental que contó con el testimonio de expertos de prestigio internacional, como Jean Ziegler, Beatriz Gurevich, Uki Goñi y Matteo San Filipo, entre otros, que abarca la investigación sobre las remesas a la Argentina de fondos para propaganda y espionaje anteriores a la Segunda Guerra Mundial, el ingreso en la época posterior a ella de capitales alemanas y criminales de guerra nazis con la complicidad de bancos suizos y la Santa Sede y las relaciones del peronismo con tales sucesos. Por este filme Pereyra había ganado el Premio Mejor Desarrollo Proyectual del Incaa, fue seleccionado para el Festival de San Pablo y el Festival de Bruselas y al fallecer estaba por viajar para presentarlo en el Festival de Huelva y en el de La Habana.
Rolo Pereyra, que era diabético, falleció en forma repentina por un paro cardíaco en Buenos Aires el 5 de noviembre de 2004.